# Alalomantis
Alalomantis, es un género de las mantis, de la familia Mantidae, del orden Mantodea. Fue estudiada científicamente por primera vez, por el naturalista Giglio-Tos en el año 1917, tiene 2 especies reconocidas.

## Especies
- Alalomantis coxalis
- Alalomantis muta